# Археологические культуры Италии
Археологические культуры Италии — список археологических культур на территории соответствующей современной Италии.
| Название, период преемственность | Локализация стоянки, поселения, города | Локализация стоянки, поселения, города                                                                         | Носители хозяйствование, погребения, язык | Характерные памятники и артефакты                       |
| |                                        | | |                                                         |
| |                                        | | |                                                         |
| Бронзовый век |                                        | | |                                                         |
| Апеннинская (2-е тыс. до н. э.) Протовилланова? →                                                                                            |                                        | Средняя и Южная Италия пещеры: Пертоза, Цакито, Фельчи (о. Капри) поселения: Скольо-дель-Тонно, Коппа-Невигата | хозяйствование: скотоводство и изготовление орудий из кости, рога и камня (редко бронзы) погребения: групповые типа каменного круга, мегалитич. сооружений и искусствен. пещерок | лепная керамика с формой ручки «анса луната»            |
| ← Племена со Среднего Дуная? ← Культура энеолит. свайных поселений озёр Сев. Италии? Террамар (2-е тыс. до н. э.) Протовилланова? Исчезла? → |                                        | Северная Италия регионы: Эмилия-Романья, юж. Ломбардия поселения-террамары: Кастеллаццо-ди- Фонтанеллато и др. | Протолатины (италики) хозяйство: землед., скотов., ткачество, охота погребения: ингумация (стадии IA, IIА, IB), урновые некрополи (стадия IIB)                                   | террамары, лепная керамика с формой ручки «анса луната» |
| Субапеннинский период |                                        | | |                                                         |
| ← Апеннинская? Террамар? Протовилланова (ок. 11—9 вв. до н. э.) Вилланова →                                                                  |                                        | Средняя и Северная Италия                                                                                      | умбры, оски (италики) хозяйствование: погребения: |                                                         |
| Железный век |                                        | | |                                                         |
| ← Протовилланова Атестинская (ок. 12/11—2 вв. до н. э.) романизация →                                                                        |                                        | Северо-Восток Италии гл. города: Атесте, Патавиум                                                              | венеты (иллирийцы?) хозяйствование: земледелие, скотоводство (особен. коневодство), торговля (рабы, скот, кожи, янтарь) погребения: кремация и трупоположение язык: венетский    | ситулы, ок. 200 посвятительных и надгробных надписей    |
| ← Протовилланова Вилланова (ок. 9—7 вв. до н. э.) этруски →                                                                                  |                                        | Средняя и Северная Италия                                                                                      | умбры, оски (италики) хозяйствование: погребения: |                                                         |
| ← Протовилланова Голасекка (ок. 9—4 вв. до н. э.) романизация →                                                                              |                                        | Северо-Запад Италии                                                                                            | хозяйствование: погребения: |                                                         |